# Arnoldo Ellerman
Arnoldo Ellerman (Buenos Aires, 12 gennaio 1893 – Buenos Aires, 21 novembre 1969) è stato un compositore di scacchi argentino.

## Biografia
È considerato uno dei più grandi compositori di problemi in due mosse di tutti i tempi. Pubblicò oltre 2000 problemi ottenendo circa settecento premiazioni, menzioni onorevoli e lodi, tra cui 115 primi premi e 152 secondi premi.
Giudice internazionale della composizione dal 1956 e Maestro internazionale della composizione dal 1959. 
Presidente del terzo congresso della PCCC (Pirano, 1958).
Fu direttore delle riviste «El Ajedrez Argentino» e «Caissa» e collaborò con molte riviste straniere, tra cui le italiane L'Italia Scacchistica e Sinfonie Scacchistiche.
Compose alcuni lavori in collaborazione con altri, tra cui il problemista inglese Eric E. Westbury.
Scrisse molti libri sugli scacchi in generale e sui problemi, tra cui:
- Cien problemas en dos jugadas, ed. Club Argentino de Ajedrez, Buenos Aires, 1913
- 8 astros del ajedrez mundial: Capablanca, Alekhine, Euwe, Botwinnik, Fine, Keres, Reshevsky, Flohr, en el torneo A.V.R.O., Holanda, 1938, ed. Grabo, Buenos Aires, 1944
- Capablanca y Lasker en el campeonato del mundo, La Habana 1921, ed. Grabo, Buenos Aires,  1944
- 1001 problemas, ed. Grabo, Buenos Aires, 1945
- Match radial internacional de ajedrez, USA vs. USSR, 1945, ed. Grabo, Buenos Aires, 1945
- Finales elementales (con Peter Romanovsky e E. Cognet), ed. Grabo, Buenos Aires, 1945
- Mar del Plata, 1947; torneo internacional de maestros, ed. Grabo, Buenos Aires, 1947-48

Il circolo La Régence di Buenos Aires ha raccolto 93 suoi problemi vincitori del primo premio nel libro Los triunfos del problemista argentino Arnoldo Ellerman, 1916-1956 (ed. Círculo La Régence, Buenos Aires, 1956).

## Problemi d'esempio
|   | a | b | c | d | e | f | g | h |   |
| 8 | a8 alfiere del bianco · c8 cavallo del bianco · e7 pedone del nero · c6 cavallo del nero · e6 torre del nero · a5 torre del bianco · c5 alfiere del bianco · d5 re del nero · e4 pedone del nero · h4 torre del bianco · e1 re del bianco · h1 donna del bianco | a8 alfiere del bianco · c8 cavallo del bianco · e7 pedone del nero · c6 cavallo del nero · e6 torre del nero · a5 torre del bianco · c5 alfiere del bianco · d5 re del nero · e4 pedone del nero · h4 torre del bianco · e1 re del bianco · h1 donna del bianco | a8 alfiere del bianco · c8 cavallo del bianco · e7 pedone del nero · c6 cavallo del nero · e6 torre del nero · a5 torre del bianco · c5 alfiere del bianco · d5 re del nero · e4 pedone del nero · h4 torre del bianco · e1 re del bianco · h1 donna del bianco | a8 alfiere del bianco · c8 cavallo del bianco · e7 pedone del nero · c6 cavallo del nero · e6 torre del nero · a5 torre del bianco · c5 alfiere del bianco · d5 re del nero · e4 pedone del nero · h4 torre del bianco · e1 re del bianco · h1 donna del bianco | a8 alfiere del bianco · c8 cavallo del bianco · e7 pedone del nero · c6 cavallo del nero · e6 torre del nero · a5 torre del bianco · c5 alfiere del bianco · d5 re del nero · e4 pedone del nero · h4 torre del bianco · e1 re del bianco · h1 donna del bianco | a8 alfiere del bianco · c8 cavallo del bianco · e7 pedone del nero · c6 cavallo del nero · e6 torre del nero · a5 torre del bianco · c5 alfiere del bianco · d5 re del nero · e4 pedone del nero · h4 torre del bianco · e1 re del bianco · h1 donna del bianco | a8 alfiere del bianco · c8 cavallo del bianco · e7 pedone del nero · c6 cavallo del nero · e6 torre del nero · a5 torre del bianco · c5 alfiere del bianco · d5 re del nero · e4 pedone del nero · h4 torre del bianco · e1 re del bianco · h1 donna del bianco | a8 alfiere del bianco · c8 cavallo del bianco · e7 pedone del nero · c6 cavallo del nero · e6 torre del nero · a5 torre del bianco · c5 alfiere del bianco · d5 re del nero · e4 pedone del nero · h4 torre del bianco · e1 re del bianco · h1 donna del bianco | 8 |
| 7 | a8 alfiere del bianco · c8 cavallo del bianco · e7 pedone del nero · c6 cavallo del nero · e6 torre del nero · a5 torre del bianco · c5 alfiere del bianco · d5 re del nero · e4 pedone del nero · h4 torre del bianco · e1 re del bianco · h1 donna del bianco | a8 alfiere del bianco · c8 cavallo del bianco · e7 pedone del nero · c6 cavallo del nero · e6 torre del nero · a5 torre del bianco · c5 alfiere del bianco · d5 re del nero · e4 pedone del nero · h4 torre del bianco · e1 re del bianco · h1 donna del bianco | a8 alfiere del bianco · c8 cavallo del bianco · e7 pedone del nero · c6 cavallo del nero · e6 torre del nero · a5 torre del bianco · c5 alfiere del bianco · d5 re del nero · e4 pedone del nero · h4 torre del bianco · e1 re del bianco · h1 donna del bianco | a8 alfiere del bianco · c8 cavallo del bianco · e7 pedone del nero · c6 cavallo del nero · e6 torre del nero · a5 torre del bianco · c5 alfiere del bianco · d5 re del nero · e4 pedone del nero · h4 torre del bianco · e1 re del bianco · h1 donna del bianco | a8 alfiere del bianco · c8 cavallo del bianco · e7 pedone del nero · c6 cavallo del nero · e6 torre del nero · a5 torre del bianco · c5 alfiere del bianco · d5 re del nero · e4 pedone del nero · h4 torre del bianco · e1 re del bianco · h1 donna del bianco | a8 alfiere del bianco · c8 cavallo del bianco · e7 pedone del nero · c6 cavallo del nero · e6 torre del nero · a5 torre del bianco · c5 alfiere del bianco · d5 re del nero · e4 pedone del nero · h4 torre del bianco · e1 re del bianco · h1 donna del bianco | a8 alfiere del bianco · c8 cavallo del bianco · e7 pedone del nero · c6 cavallo del nero · e6 torre del nero · a5 torre del bianco · c5 alfiere del bianco · d5 re del nero · e4 pedone del nero · h4 torre del bianco · e1 re del bianco · h1 donna del bianco | a8 alfiere del bianco · c8 cavallo del bianco · e7 pedone del nero · c6 cavallo del nero · e6 torre del nero · a5 torre del bianco · c5 alfiere del bianco · d5 re del nero · e4 pedone del nero · h4 torre del bianco · e1 re del bianco · h1 donna del bianco | 7 |
| 6 | a8 alfiere del bianco · c8 cavallo del bianco · e7 pedone del nero · c6 cavallo del nero · e6 torre del nero · a5 torre del bianco · c5 alfiere del bianco · d5 re del nero · e4 pedone del nero · h4 torre del bianco · e1 re del bianco · h1 donna del bianco | a8 alfiere del bianco · c8 cavallo del bianco · e7 pedone del nero · c6 cavallo del nero · e6 torre del nero · a5 torre del bianco · c5 alfiere del bianco · d5 re del nero · e4 pedone del nero · h4 torre del bianco · e1 re del bianco · h1 donna del bianco | a8 alfiere del bianco · c8 cavallo del bianco · e7 pedone del nero · c6 cavallo del nero · e6 torre del nero · a5 torre del bianco · c5 alfiere del bianco · d5 re del nero · e4 pedone del nero · h4 torre del bianco · e1 re del bianco · h1 donna del bianco | a8 alfiere del bianco · c8 cavallo del bianco · e7 pedone del nero · c6 cavallo del nero · e6 torre del nero · a5 torre del bianco · c5 alfiere del bianco · d5 re del nero · e4 pedone del nero · h4 torre del bianco · e1 re del bianco · h1 donna del bianco | a8 alfiere del bianco · c8 cavallo del bianco · e7 pedone del nero · c6 cavallo del nero · e6 torre del nero · a5 torre del bianco · c5 alfiere del bianco · d5 re del nero · e4 pedone del nero · h4 torre del bianco · e1 re del bianco · h1 donna del bianco | a8 alfiere del bianco · c8 cavallo del bianco · e7 pedone del nero · c6 cavallo del nero · e6 torre del nero · a5 torre del bianco · c5 alfiere del bianco · d5 re del nero · e4 pedone del nero · h4 torre del bianco · e1 re del bianco · h1 donna del bianco | a8 alfiere del bianco · c8 cavallo del bianco · e7 pedone del nero · c6 cavallo del nero · e6 torre del nero · a5 torre del bianco · c5 alfiere del bianco · d5 re del nero · e4 pedone del nero · h4 torre del bianco · e1 re del bianco · h1 donna del bianco | a8 alfiere del bianco · c8 cavallo del bianco · e7 pedone del nero · c6 cavallo del nero · e6 torre del nero · a5 torre del bianco · c5 alfiere del bianco · d5 re del nero · e4 pedone del nero · h4 torre del bianco · e1 re del bianco · h1 donna del bianco | 6 |
| 5 | a8 alfiere del bianco · c8 cavallo del bianco · e7 pedone del nero · c6 cavallo del nero · e6 torre del nero · a5 torre del bianco · c5 alfiere del bianco · d5 re del nero · e4 pedone del nero · h4 torre del bianco · e1 re del bianco · h1 donna del bianco | a8 alfiere del bianco · c8 cavallo del bianco · e7 pedone del nero · c6 cavallo del nero · e6 torre del nero · a5 torre del bianco · c5 alfiere del bianco · d5 re del nero · e4 pedone del nero · h4 torre del bianco · e1 re del bianco · h1 donna del bianco | a8 alfiere del bianco · c8 cavallo del bianco · e7 pedone del nero · c6 cavallo del nero · e6 torre del nero · a5 torre del bianco · c5 alfiere del bianco · d5 re del nero · e4 pedone del nero · h4 torre del bianco · e1 re del bianco · h1 donna del bianco | a8 alfiere del bianco · c8 cavallo del bianco · e7 pedone del nero · c6 cavallo del nero · e6 torre del nero · a5 torre del bianco · c5 alfiere del bianco · d5 re del nero · e4 pedone del nero · h4 torre del bianco · e1 re del bianco · h1 donna del bianco | a8 alfiere del bianco · c8 cavallo del bianco · e7 pedone del nero · c6 cavallo del nero · e6 torre del nero · a5 torre del bianco · c5 alfiere del bianco · d5 re del nero · e4 pedone del nero · h4 torre del bianco · e1 re del bianco · h1 donna del bianco | a8 alfiere del bianco · c8 cavallo del bianco · e7 pedone del nero · c6 cavallo del nero · e6 torre del nero · a5 torre del bianco · c5 alfiere del bianco · d5 re del nero · e4 pedone del nero · h4 torre del bianco · e1 re del bianco · h1 donna del bianco | a8 alfiere del bianco · c8 cavallo del bianco · e7 pedone del nero · c6 cavallo del nero · e6 torre del nero · a5 torre del bianco · c5 alfiere del bianco · d5 re del nero · e4 pedone del nero · h4 torre del bianco · e1 re del bianco · h1 donna del bianco | a8 alfiere del bianco · c8 cavallo del bianco · e7 pedone del nero · c6 cavallo del nero · e6 torre del nero · a5 torre del bianco · c5 alfiere del bianco · d5 re del nero · e4 pedone del nero · h4 torre del bianco · e1 re del bianco · h1 donna del bianco | 5 |
| 4 | a8 alfiere del bianco · c8 cavallo del bianco · e7 pedone del nero · c6 cavallo del nero · e6 torre del nero · a5 torre del bianco · c5 alfiere del bianco · d5 re del nero · e4 pedone del nero · h4 torre del bianco · e1 re del bianco · h1 donna del bianco | a8 alfiere del bianco · c8 cavallo del bianco · e7 pedone del nero · c6 cavallo del nero · e6 torre del nero · a5 torre del bianco · c5 alfiere del bianco · d5 re del nero · e4 pedone del nero · h4 torre del bianco · e1 re del bianco · h1 donna del bianco | a8 alfiere del bianco · c8 cavallo del bianco · e7 pedone del nero · c6 cavallo del nero · e6 torre del nero · a5 torre del bianco · c5 alfiere del bianco · d5 re del nero · e4 pedone del nero · h4 torre del bianco · e1 re del bianco · h1 donna del bianco | a8 alfiere del bianco · c8 cavallo del bianco · e7 pedone del nero · c6 cavallo del nero · e6 torre del nero · a5 torre del bianco · c5 alfiere del bianco · d5 re del nero · e4 pedone del nero · h4 torre del bianco · e1 re del bianco · h1 donna del bianco | a8 alfiere del bianco · c8 cavallo del bianco · e7 pedone del nero · c6 cavallo del nero · e6 torre del nero · a5 torre del bianco · c5 alfiere del bianco · d5 re del nero · e4 pedone del nero · h4 torre del bianco · e1 re del bianco · h1 donna del bianco | a8 alfiere del bianco · c8 cavallo del bianco · e7 pedone del nero · c6 cavallo del nero · e6 torre del nero · a5 torre del bianco · c5 alfiere del bianco · d5 re del nero · e4 pedone del nero · h4 torre del bianco · e1 re del bianco · h1 donna del bianco | a8 alfiere del bianco · c8 cavallo del bianco · e7 pedone del nero · c6 cavallo del nero · e6 torre del nero · a5 torre del bianco · c5 alfiere del bianco · d5 re del nero · e4 pedone del nero · h4 torre del bianco · e1 re del bianco · h1 donna del bianco | a8 alfiere del bianco · c8 cavallo del bianco · e7 pedone del nero · c6 cavallo del nero · e6 torre del nero · a5 torre del bianco · c5 alfiere del bianco · d5 re del nero · e4 pedone del nero · h4 torre del bianco · e1 re del bianco · h1 donna del bianco | 4 |
| 3 | a8 alfiere del bianco · c8 cavallo del bianco · e7 pedone del nero · c6 cavallo del nero · e6 torre del nero · a5 torre del bianco · c5 alfiere del bianco · d5 re del nero · e4 pedone del nero · h4 torre del bianco · e1 re del bianco · h1 donna del bianco | a8 alfiere del bianco · c8 cavallo del bianco · e7 pedone del nero · c6 cavallo del nero · e6 torre del nero · a5 torre del bianco · c5 alfiere del bianco · d5 re del nero · e4 pedone del nero · h4 torre del bianco · e1 re del bianco · h1 donna del bianco | a8 alfiere del bianco · c8 cavallo del bianco · e7 pedone del nero · c6 cavallo del nero · e6 torre del nero · a5 torre del bianco · c5 alfiere del bianco · d5 re del nero · e4 pedone del nero · h4 torre del bianco · e1 re del bianco · h1 donna del bianco | a8 alfiere del bianco · c8 cavallo del bianco · e7 pedone del nero · c6 cavallo del nero · e6 torre del nero · a5 torre del bianco · c5 alfiere del bianco · d5 re del nero · e4 pedone del nero · h4 torre del bianco · e1 re del bianco · h1 donna del bianco | a8 alfiere del bianco · c8 cavallo del bianco · e7 pedone del nero · c6 cavallo del nero · e6 torre del nero · a5 torre del bianco · c5 alfiere del bianco · d5 re del nero · e4 pedone del nero · h4 torre del bianco · e1 re del bianco · h1 donna del bianco | a8 alfiere del bianco · c8 cavallo del bianco · e7 pedone del nero · c6 cavallo del nero · e6 torre del nero · a5 torre del bianco · c5 alfiere del bianco · d5 re del nero · e4 pedone del nero · h4 torre del bianco · e1 re del bianco · h1 donna del bianco | a8 alfiere del bianco · c8 cavallo del bianco · e7 pedone del nero · c6 cavallo del nero · e6 torre del nero · a5 torre del bianco · c5 alfiere del bianco · d5 re del nero · e4 pedone del nero · h4 torre del bianco · e1 re del bianco · h1 donna del bianco | a8 alfiere del bianco · c8 cavallo del bianco · e7 pedone del nero · c6 cavallo del nero · e6 torre del nero · a5 torre del bianco · c5 alfiere del bianco · d5 re del nero · e4 pedone del nero · h4 torre del bianco · e1 re del bianco · h1 donna del bianco | 3 |
| 2 | a8 alfiere del bianco · c8 cavallo del bianco · e7 pedone del nero · c6 cavallo del nero · e6 torre del nero · a5 torre del bianco · c5 alfiere del bianco · d5 re del nero · e4 pedone del nero · h4 torre del bianco · e1 re del bianco · h1 donna del bianco | a8 alfiere del bianco · c8 cavallo del bianco · e7 pedone del nero · c6 cavallo del nero · e6 torre del nero · a5 torre del bianco · c5 alfiere del bianco · d5 re del nero · e4 pedone del nero · h4 torre del bianco · e1 re del bianco · h1 donna del bianco | a8 alfiere del bianco · c8 cavallo del bianco · e7 pedone del nero · c6 cavallo del nero · e6 torre del nero · a5 torre del bianco · c5 alfiere del bianco · d5 re del nero · e4 pedone del nero · h4 torre del bianco · e1 re del bianco · h1 donna del bianco | a8 alfiere del bianco · c8 cavallo del bianco · e7 pedone del nero · c6 cavallo del nero · e6 torre del nero · a5 torre del bianco · c5 alfiere del bianco · d5 re del nero · e4 pedone del nero · h4 torre del bianco · e1 re del bianco · h1 donna del bianco | a8 alfiere del bianco · c8 cavallo del bianco · e7 pedone del nero · c6 cavallo del nero · e6 torre del nero · a5 torre del bianco · c5 alfiere del bianco · d5 re del nero · e4 pedone del nero · h4 torre del bianco · e1 re del bianco · h1 donna del bianco | a8 alfiere del bianco · c8 cavallo del bianco · e7 pedone del nero · c6 cavallo del nero · e6 torre del nero · a5 torre del bianco · c5 alfiere del bianco · d5 re del nero · e4 pedone del nero · h4 torre del bianco · e1 re del bianco · h1 donna del bianco | a8 alfiere del bianco · c8 cavallo del bianco · e7 pedone del nero · c6 cavallo del nero · e6 torre del nero · a5 torre del bianco · c5 alfiere del bianco · d5 re del nero · e4 pedone del nero · h4 torre del bianco · e1 re del bianco · h1 donna del bianco | a8 alfiere del bianco · c8 cavallo del bianco · e7 pedone del nero · c6 cavallo del nero · e6 torre del nero · a5 torre del bianco · c5 alfiere del bianco · d5 re del nero · e4 pedone del nero · h4 torre del bianco · e1 re del bianco · h1 donna del bianco | 2 |
| 1 | a8 alfiere del bianco · c8 cavallo del bianco · e7 pedone del nero · c6 cavallo del nero · e6 torre del nero · a5 torre del bianco · c5 alfiere del bianco · d5 re del nero · e4 pedone del nero · h4 torre del bianco · e1 re del bianco · h1 donna del bianco | a8 alfiere del bianco · c8 cavallo del bianco · e7 pedone del nero · c6 cavallo del nero · e6 torre del nero · a5 torre del bianco · c5 alfiere del bianco · d5 re del nero · e4 pedone del nero · h4 torre del bianco · e1 re del bianco · h1 donna del bianco | a8 alfiere del bianco · c8 cavallo del bianco · e7 pedone del nero · c6 cavallo del nero · e6 torre del nero · a5 torre del bianco · c5 alfiere del bianco · d5 re del nero · e4 pedone del nero · h4 torre del bianco · e1 re del bianco · h1 donna del bianco | a8 alfiere del bianco · c8 cavallo del bianco · e7 pedone del nero · c6 cavallo del nero · e6 torre del nero · a5 torre del bianco · c5 alfiere del bianco · d5 re del nero · e4 pedone del nero · h4 torre del bianco · e1 re del bianco · h1 donna del bianco | a8 alfiere del bianco · c8 cavallo del bianco · e7 pedone del nero · c6 cavallo del nero · e6 torre del nero · a5 torre del bianco · c5 alfiere del bianco · d5 re del nero · e4 pedone del nero · h4 torre del bianco · e1 re del bianco · h1 donna del bianco | a8 alfiere del bianco · c8 cavallo del bianco · e7 pedone del nero · c6 cavallo del nero · e6 torre del nero · a5 torre del bianco · c5 alfiere del bianco · d5 re del nero · e4 pedone del nero · h4 torre del bianco · e1 re del bianco · h1 donna del bianco | a8 alfiere del bianco · c8 cavallo del bianco · e7 pedone del nero · c6 cavallo del nero · e6 torre del nero · a5 torre del bianco · c5 alfiere del bianco · d5 re del nero · e4 pedone del nero · h4 torre del bianco · e1 re del bianco · h1 donna del bianco | a8 alfiere del bianco · c8 cavallo del bianco · e7 pedone del nero · c6 cavallo del nero · e6 torre del nero · a5 torre del bianco · c5 alfiere del bianco · d5 re del nero · e4 pedone del nero · h4 torre del bianco · e1 re del bianco · h1 donna del bianco | 1 |
|   | a | b | c | d | e | f | g | h |   |

Soluzione:
1. Df3 !  zugzwang
1. ...exf3+  2. Ae3#

1. ...Re5  2. Th5#

1. ...Rc4  2. Cb6#

1. ...Te5  2. Db3#

|   | a | b | c | d | e | f | g | h |   |
| 8 | a8 alfiere del bianco · b8 re del bianco · b7 cavallo del bianco · c7 pedone del bianco · a5 torre del bianco · f5 pedone del bianco · a4 torre del nero · e4 re del nero · d3 torre del bianco · e3 pedone del nero · g3 pedone del bianco · b2 donna del nero · f1 donna del bianco · g1 alfiere del nero · h1 alfiere del nero | a8 alfiere del bianco · b8 re del bianco · b7 cavallo del bianco · c7 pedone del bianco · a5 torre del bianco · f5 pedone del bianco · a4 torre del nero · e4 re del nero · d3 torre del bianco · e3 pedone del nero · g3 pedone del bianco · b2 donna del nero · f1 donna del bianco · g1 alfiere del nero · h1 alfiere del nero | a8 alfiere del bianco · b8 re del bianco · b7 cavallo del bianco · c7 pedone del bianco · a5 torre del bianco · f5 pedone del bianco · a4 torre del nero · e4 re del nero · d3 torre del bianco · e3 pedone del nero · g3 pedone del bianco · b2 donna del nero · f1 donna del bianco · g1 alfiere del nero · h1 alfiere del nero | a8 alfiere del bianco · b8 re del bianco · b7 cavallo del bianco · c7 pedone del bianco · a5 torre del bianco · f5 pedone del bianco · a4 torre del nero · e4 re del nero · d3 torre del bianco · e3 pedone del nero · g3 pedone del bianco · b2 donna del nero · f1 donna del bianco · g1 alfiere del nero · h1 alfiere del nero | a8 alfiere del bianco · b8 re del bianco · b7 cavallo del bianco · c7 pedone del bianco · a5 torre del bianco · f5 pedone del bianco · a4 torre del nero · e4 re del nero · d3 torre del bianco · e3 pedone del nero · g3 pedone del bianco · b2 donna del nero · f1 donna del bianco · g1 alfiere del nero · h1 alfiere del nero | a8 alfiere del bianco · b8 re del bianco · b7 cavallo del bianco · c7 pedone del bianco · a5 torre del bianco · f5 pedone del bianco · a4 torre del nero · e4 re del nero · d3 torre del bianco · e3 pedone del nero · g3 pedone del bianco · b2 donna del nero · f1 donna del bianco · g1 alfiere del nero · h1 alfiere del nero | a8 alfiere del bianco · b8 re del bianco · b7 cavallo del bianco · c7 pedone del bianco · a5 torre del bianco · f5 pedone del bianco · a4 torre del nero · e4 re del nero · d3 torre del bianco · e3 pedone del nero · g3 pedone del bianco · b2 donna del nero · f1 donna del bianco · g1 alfiere del nero · h1 alfiere del nero | a8 alfiere del bianco · b8 re del bianco · b7 cavallo del bianco · c7 pedone del bianco · a5 torre del bianco · f5 pedone del bianco · a4 torre del nero · e4 re del nero · d3 torre del bianco · e3 pedone del nero · g3 pedone del bianco · b2 donna del nero · f1 donna del bianco · g1 alfiere del nero · h1 alfiere del nero | 8 |
| 7 | a8 alfiere del bianco · b8 re del bianco · b7 cavallo del bianco · c7 pedone del bianco · a5 torre del bianco · f5 pedone del bianco · a4 torre del nero · e4 re del nero · d3 torre del bianco · e3 pedone del nero · g3 pedone del bianco · b2 donna del nero · f1 donna del bianco · g1 alfiere del nero · h1 alfiere del nero | a8 alfiere del bianco · b8 re del bianco · b7 cavallo del bianco · c7 pedone del bianco · a5 torre del bianco · f5 pedone del bianco · a4 torre del nero · e4 re del nero · d3 torre del bianco · e3 pedone del nero · g3 pedone del bianco · b2 donna del nero · f1 donna del bianco · g1 alfiere del nero · h1 alfiere del nero | a8 alfiere del bianco · b8 re del bianco · b7 cavallo del bianco · c7 pedone del bianco · a5 torre del bianco · f5 pedone del bianco · a4 torre del nero · e4 re del nero · d3 torre del bianco · e3 pedone del nero · g3 pedone del bianco · b2 donna del nero · f1 donna del bianco · g1 alfiere del nero · h1 alfiere del nero | a8 alfiere del bianco · b8 re del bianco · b7 cavallo del bianco · c7 pedone del bianco · a5 torre del bianco · f5 pedone del bianco · a4 torre del nero · e4 re del nero · d3 torre del bianco · e3 pedone del nero · g3 pedone del bianco · b2 donna del nero · f1 donna del bianco · g1 alfiere del nero · h1 alfiere del nero | a8 alfiere del bianco · b8 re del bianco · b7 cavallo del bianco · c7 pedone del bianco · a5 torre del bianco · f5 pedone del bianco · a4 torre del nero · e4 re del nero · d3 torre del bianco · e3 pedone del nero · g3 pedone del bianco · b2 donna del nero · f1 donna del bianco · g1 alfiere del nero · h1 alfiere del nero | a8 alfiere del bianco · b8 re del bianco · b7 cavallo del bianco · c7 pedone del bianco · a5 torre del bianco · f5 pedone del bianco · a4 torre del nero · e4 re del nero · d3 torre del bianco · e3 pedone del nero · g3 pedone del bianco · b2 donna del nero · f1 donna del bianco · g1 alfiere del nero · h1 alfiere del nero | a8 alfiere del bianco · b8 re del bianco · b7 cavallo del bianco · c7 pedone del bianco · a5 torre del bianco · f5 pedone del bianco · a4 torre del nero · e4 re del nero · d3 torre del bianco · e3 pedone del nero · g3 pedone del bianco · b2 donna del nero · f1 donna del bianco · g1 alfiere del nero · h1 alfiere del nero | a8 alfiere del bianco · b8 re del bianco · b7 cavallo del bianco · c7 pedone del bianco · a5 torre del bianco · f5 pedone del bianco · a4 torre del nero · e4 re del nero · d3 torre del bianco · e3 pedone del nero · g3 pedone del bianco · b2 donna del nero · f1 donna del bianco · g1 alfiere del nero · h1 alfiere del nero | 7 |
| 6 | a8 alfiere del bianco · b8 re del bianco · b7 cavallo del bianco · c7 pedone del bianco · a5 torre del bianco · f5 pedone del bianco · a4 torre del nero · e4 re del nero · d3 torre del bianco · e3 pedone del nero · g3 pedone del bianco · b2 donna del nero · f1 donna del bianco · g1 alfiere del nero · h1 alfiere del nero | a8 alfiere del bianco · b8 re del bianco · b7 cavallo del bianco · c7 pedone del bianco · a5 torre del bianco · f5 pedone del bianco · a4 torre del nero · e4 re del nero · d3 torre del bianco · e3 pedone del nero · g3 pedone del bianco · b2 donna del nero · f1 donna del bianco · g1 alfiere del nero · h1 alfiere del nero | a8 alfiere del bianco · b8 re del bianco · b7 cavallo del bianco · c7 pedone del bianco · a5 torre del bianco · f5 pedone del bianco · a4 torre del nero · e4 re del nero · d3 torre del bianco · e3 pedone del nero · g3 pedone del bianco · b2 donna del nero · f1 donna del bianco · g1 alfiere del nero · h1 alfiere del nero | a8 alfiere del bianco · b8 re del bianco · b7 cavallo del bianco · c7 pedone del bianco · a5 torre del bianco · f5 pedone del bianco · a4 torre del nero · e4 re del nero · d3 torre del bianco · e3 pedone del nero · g3 pedone del bianco · b2 donna del nero · f1 donna del bianco · g1 alfiere del nero · h1 alfiere del nero | a8 alfiere del bianco · b8 re del bianco · b7 cavallo del bianco · c7 pedone del bianco · a5 torre del bianco · f5 pedone del bianco · a4 torre del nero · e4 re del nero · d3 torre del bianco · e3 pedone del nero · g3 pedone del bianco · b2 donna del nero · f1 donna del bianco · g1 alfiere del nero · h1 alfiere del nero | a8 alfiere del bianco · b8 re del bianco · b7 cavallo del bianco · c7 pedone del bianco · a5 torre del bianco · f5 pedone del bianco · a4 torre del nero · e4 re del nero · d3 torre del bianco · e3 pedone del nero · g3 pedone del bianco · b2 donna del nero · f1 donna del bianco · g1 alfiere del nero · h1 alfiere del nero | a8 alfiere del bianco · b8 re del bianco · b7 cavallo del bianco · c7 pedone del bianco · a5 torre del bianco · f5 pedone del bianco · a4 torre del nero · e4 re del nero · d3 torre del bianco · e3 pedone del nero · g3 pedone del bianco · b2 donna del nero · f1 donna del bianco · g1 alfiere del nero · h1 alfiere del nero | a8 alfiere del bianco · b8 re del bianco · b7 cavallo del bianco · c7 pedone del bianco · a5 torre del bianco · f5 pedone del bianco · a4 torre del nero · e4 re del nero · d3 torre del bianco · e3 pedone del nero · g3 pedone del bianco · b2 donna del nero · f1 donna del bianco · g1 alfiere del nero · h1 alfiere del nero | 6 |
| 5 | a8 alfiere del bianco · b8 re del bianco · b7 cavallo del bianco · c7 pedone del bianco · a5 torre del bianco · f5 pedone del bianco · a4 torre del nero · e4 re del nero · d3 torre del bianco · e3 pedone del nero · g3 pedone del bianco · b2 donna del nero · f1 donna del bianco · g1 alfiere del nero · h1 alfiere del nero | a8 alfiere del bianco · b8 re del bianco · b7 cavallo del bianco · c7 pedone del bianco · a5 torre del bianco · f5 pedone del bianco · a4 torre del nero · e4 re del nero · d3 torre del bianco · e3 pedone del nero · g3 pedone del bianco · b2 donna del nero · f1 donna del bianco · g1 alfiere del nero · h1 alfiere del nero | a8 alfiere del bianco · b8 re del bianco · b7 cavallo del bianco · c7 pedone del bianco · a5 torre del bianco · f5 pedone del bianco · a4 torre del nero · e4 re del nero · d3 torre del bianco · e3 pedone del nero · g3 pedone del bianco · b2 donna del nero · f1 donna del bianco · g1 alfiere del nero · h1 alfiere del nero | a8 alfiere del bianco · b8 re del bianco · b7 cavallo del bianco · c7 pedone del bianco · a5 torre del bianco · f5 pedone del bianco · a4 torre del nero · e4 re del nero · d3 torre del bianco · e3 pedone del nero · g3 pedone del bianco · b2 donna del nero · f1 donna del bianco · g1 alfiere del nero · h1 alfiere del nero | a8 alfiere del bianco · b8 re del bianco · b7 cavallo del bianco · c7 pedone del bianco · a5 torre del bianco · f5 pedone del bianco · a4 torre del nero · e4 re del nero · d3 torre del bianco · e3 pedone del nero · g3 pedone del bianco · b2 donna del nero · f1 donna del bianco · g1 alfiere del nero · h1 alfiere del nero | a8 alfiere del bianco · b8 re del bianco · b7 cavallo del bianco · c7 pedone del bianco · a5 torre del bianco · f5 pedone del bianco · a4 torre del nero · e4 re del nero · d3 torre del bianco · e3 pedone del nero · g3 pedone del bianco · b2 donna del nero · f1 donna del bianco · g1 alfiere del nero · h1 alfiere del nero | a8 alfiere del bianco · b8 re del bianco · b7 cavallo del bianco · c7 pedone del bianco · a5 torre del bianco · f5 pedone del bianco · a4 torre del nero · e4 re del nero · d3 torre del bianco · e3 pedone del nero · g3 pedone del bianco · b2 donna del nero · f1 donna del bianco · g1 alfiere del nero · h1 alfiere del nero | a8 alfiere del bianco · b8 re del bianco · b7 cavallo del bianco · c7 pedone del bianco · a5 torre del bianco · f5 pedone del bianco · a4 torre del nero · e4 re del nero · d3 torre del bianco · e3 pedone del nero · g3 pedone del bianco · b2 donna del nero · f1 donna del bianco · g1 alfiere del nero · h1 alfiere del nero | 5 |
| 4 | a8 alfiere del bianco · b8 re del bianco · b7 cavallo del bianco · c7 pedone del bianco · a5 torre del bianco · f5 pedone del bianco · a4 torre del nero · e4 re del nero · d3 torre del bianco · e3 pedone del nero · g3 pedone del bianco · b2 donna del nero · f1 donna del bianco · g1 alfiere del nero · h1 alfiere del nero | a8 alfiere del bianco · b8 re del bianco · b7 cavallo del bianco · c7 pedone del bianco · a5 torre del bianco · f5 pedone del bianco · a4 torre del nero · e4 re del nero · d3 torre del bianco · e3 pedone del nero · g3 pedone del bianco · b2 donna del nero · f1 donna del bianco · g1 alfiere del nero · h1 alfiere del nero | a8 alfiere del bianco · b8 re del bianco · b7 cavallo del bianco · c7 pedone del bianco · a5 torre del bianco · f5 pedone del bianco · a4 torre del nero · e4 re del nero · d3 torre del bianco · e3 pedone del nero · g3 pedone del bianco · b2 donna del nero · f1 donna del bianco · g1 alfiere del nero · h1 alfiere del nero | a8 alfiere del bianco · b8 re del bianco · b7 cavallo del bianco · c7 pedone del bianco · a5 torre del bianco · f5 pedone del bianco · a4 torre del nero · e4 re del nero · d3 torre del bianco · e3 pedone del nero · g3 pedone del bianco · b2 donna del nero · f1 donna del bianco · g1 alfiere del nero · h1 alfiere del nero | a8 alfiere del bianco · b8 re del bianco · b7 cavallo del bianco · c7 pedone del bianco · a5 torre del bianco · f5 pedone del bianco · a4 torre del nero · e4 re del nero · d3 torre del bianco · e3 pedone del nero · g3 pedone del bianco · b2 donna del nero · f1 donna del bianco · g1 alfiere del nero · h1 alfiere del nero | a8 alfiere del bianco · b8 re del bianco · b7 cavallo del bianco · c7 pedone del bianco · a5 torre del bianco · f5 pedone del bianco · a4 torre del nero · e4 re del nero · d3 torre del bianco · e3 pedone del nero · g3 pedone del bianco · b2 donna del nero · f1 donna del bianco · g1 alfiere del nero · h1 alfiere del nero | a8 alfiere del bianco · b8 re del bianco · b7 cavallo del bianco · c7 pedone del bianco · a5 torre del bianco · f5 pedone del bianco · a4 torre del nero · e4 re del nero · d3 torre del bianco · e3 pedone del nero · g3 pedone del bianco · b2 donna del nero · f1 donna del bianco · g1 alfiere del nero · h1 alfiere del nero | a8 alfiere del bianco · b8 re del bianco · b7 cavallo del bianco · c7 pedone del bianco · a5 torre del bianco · f5 pedone del bianco · a4 torre del nero · e4 re del nero · d3 torre del bianco · e3 pedone del nero · g3 pedone del bianco · b2 donna del nero · f1 donna del bianco · g1 alfiere del nero · h1 alfiere del nero | 4 |
| 3 | a8 alfiere del bianco · b8 re del bianco · b7 cavallo del bianco · c7 pedone del bianco · a5 torre del bianco · f5 pedone del bianco · a4 torre del nero · e4 re del nero · d3 torre del bianco · e3 pedone del nero · g3 pedone del bianco · b2 donna del nero · f1 donna del bianco · g1 alfiere del nero · h1 alfiere del nero | a8 alfiere del bianco · b8 re del bianco · b7 cavallo del bianco · c7 pedone del bianco · a5 torre del bianco · f5 pedone del bianco · a4 torre del nero · e4 re del nero · d3 torre del bianco · e3 pedone del nero · g3 pedone del bianco · b2 donna del nero · f1 donna del bianco · g1 alfiere del nero · h1 alfiere del nero | a8 alfiere del bianco · b8 re del bianco · b7 cavallo del bianco · c7 pedone del bianco · a5 torre del bianco · f5 pedone del bianco · a4 torre del nero · e4 re del nero · d3 torre del bianco · e3 pedone del nero · g3 pedone del bianco · b2 donna del nero · f1 donna del bianco · g1 alfiere del nero · h1 alfiere del nero | a8 alfiere del bianco · b8 re del bianco · b7 cavallo del bianco · c7 pedone del bianco · a5 torre del bianco · f5 pedone del bianco · a4 torre del nero · e4 re del nero · d3 torre del bianco · e3 pedone del nero · g3 pedone del bianco · b2 donna del nero · f1 donna del bianco · g1 alfiere del nero · h1 alfiere del nero | a8 alfiere del bianco · b8 re del bianco · b7 cavallo del bianco · c7 pedone del bianco · a5 torre del bianco · f5 pedone del bianco · a4 torre del nero · e4 re del nero · d3 torre del bianco · e3 pedone del nero · g3 pedone del bianco · b2 donna del nero · f1 donna del bianco · g1 alfiere del nero · h1 alfiere del nero | a8 alfiere del bianco · b8 re del bianco · b7 cavallo del bianco · c7 pedone del bianco · a5 torre del bianco · f5 pedone del bianco · a4 torre del nero · e4 re del nero · d3 torre del bianco · e3 pedone del nero · g3 pedone del bianco · b2 donna del nero · f1 donna del bianco · g1 alfiere del nero · h1 alfiere del nero | a8 alfiere del bianco · b8 re del bianco · b7 cavallo del bianco · c7 pedone del bianco · a5 torre del bianco · f5 pedone del bianco · a4 torre del nero · e4 re del nero · d3 torre del bianco · e3 pedone del nero · g3 pedone del bianco · b2 donna del nero · f1 donna del bianco · g1 alfiere del nero · h1 alfiere del nero | a8 alfiere del bianco · b8 re del bianco · b7 cavallo del bianco · c7 pedone del bianco · a5 torre del bianco · f5 pedone del bianco · a4 torre del nero · e4 re del nero · d3 torre del bianco · e3 pedone del nero · g3 pedone del bianco · b2 donna del nero · f1 donna del bianco · g1 alfiere del nero · h1 alfiere del nero | 3 |
| 2 | a8 alfiere del bianco · b8 re del bianco · b7 cavallo del bianco · c7 pedone del bianco · a5 torre del bianco · f5 pedone del bianco · a4 torre del nero · e4 re del nero · d3 torre del bianco · e3 pedone del nero · g3 pedone del bianco · b2 donna del nero · f1 donna del bianco · g1 alfiere del nero · h1 alfiere del nero | a8 alfiere del bianco · b8 re del bianco · b7 cavallo del bianco · c7 pedone del bianco · a5 torre del bianco · f5 pedone del bianco · a4 torre del nero · e4 re del nero · d3 torre del bianco · e3 pedone del nero · g3 pedone del bianco · b2 donna del nero · f1 donna del bianco · g1 alfiere del nero · h1 alfiere del nero | a8 alfiere del bianco · b8 re del bianco · b7 cavallo del bianco · c7 pedone del bianco · a5 torre del bianco · f5 pedone del bianco · a4 torre del nero · e4 re del nero · d3 torre del bianco · e3 pedone del nero · g3 pedone del bianco · b2 donna del nero · f1 donna del bianco · g1 alfiere del nero · h1 alfiere del nero | a8 alfiere del bianco · b8 re del bianco · b7 cavallo del bianco · c7 pedone del bianco · a5 torre del bianco · f5 pedone del bianco · a4 torre del nero · e4 re del nero · d3 torre del bianco · e3 pedone del nero · g3 pedone del bianco · b2 donna del nero · f1 donna del bianco · g1 alfiere del nero · h1 alfiere del nero | a8 alfiere del bianco · b8 re del bianco · b7 cavallo del bianco · c7 pedone del bianco · a5 torre del bianco · f5 pedone del bianco · a4 torre del nero · e4 re del nero · d3 torre del bianco · e3 pedone del nero · g3 pedone del bianco · b2 donna del nero · f1 donna del bianco · g1 alfiere del nero · h1 alfiere del nero | a8 alfiere del bianco · b8 re del bianco · b7 cavallo del bianco · c7 pedone del bianco · a5 torre del bianco · f5 pedone del bianco · a4 torre del nero · e4 re del nero · d3 torre del bianco · e3 pedone del nero · g3 pedone del bianco · b2 donna del nero · f1 donna del bianco · g1 alfiere del nero · h1 alfiere del nero | a8 alfiere del bianco · b8 re del bianco · b7 cavallo del bianco · c7 pedone del bianco · a5 torre del bianco · f5 pedone del bianco · a4 torre del nero · e4 re del nero · d3 torre del bianco · e3 pedone del nero · g3 pedone del bianco · b2 donna del nero · f1 donna del bianco · g1 alfiere del nero · h1 alfiere del nero | a8 alfiere del bianco · b8 re del bianco · b7 cavallo del bianco · c7 pedone del bianco · a5 torre del bianco · f5 pedone del bianco · a4 torre del nero · e4 re del nero · d3 torre del bianco · e3 pedone del nero · g3 pedone del bianco · b2 donna del nero · f1 donna del bianco · g1 alfiere del nero · h1 alfiere del nero | 2 |
| 1 | a8 alfiere del bianco · b8 re del bianco · b7 cavallo del bianco · c7 pedone del bianco · a5 torre del bianco · f5 pedone del bianco · a4 torre del nero · e4 re del nero · d3 torre del bianco · e3 pedone del nero · g3 pedone del bianco · b2 donna del nero · f1 donna del bianco · g1 alfiere del nero · h1 alfiere del nero | a8 alfiere del bianco · b8 re del bianco · b7 cavallo del bianco · c7 pedone del bianco · a5 torre del bianco · f5 pedone del bianco · a4 torre del nero · e4 re del nero · d3 torre del bianco · e3 pedone del nero · g3 pedone del bianco · b2 donna del nero · f1 donna del bianco · g1 alfiere del nero · h1 alfiere del nero | a8 alfiere del bianco · b8 re del bianco · b7 cavallo del bianco · c7 pedone del bianco · a5 torre del bianco · f5 pedone del bianco · a4 torre del nero · e4 re del nero · d3 torre del bianco · e3 pedone del nero · g3 pedone del bianco · b2 donna del nero · f1 donna del bianco · g1 alfiere del nero · h1 alfiere del nero | a8 alfiere del bianco · b8 re del bianco · b7 cavallo del bianco · c7 pedone del bianco · a5 torre del bianco · f5 pedone del bianco · a4 torre del nero · e4 re del nero · d3 torre del bianco · e3 pedone del nero · g3 pedone del bianco · b2 donna del nero · f1 donna del bianco · g1 alfiere del nero · h1 alfiere del nero | a8 alfiere del bianco · b8 re del bianco · b7 cavallo del bianco · c7 pedone del bianco · a5 torre del bianco · f5 pedone del bianco · a4 torre del nero · e4 re del nero · d3 torre del bianco · e3 pedone del nero · g3 pedone del bianco · b2 donna del nero · f1 donna del bianco · g1 alfiere del nero · h1 alfiere del nero | a8 alfiere del bianco · b8 re del bianco · b7 cavallo del bianco · c7 pedone del bianco · a5 torre del bianco · f5 pedone del bianco · a4 torre del nero · e4 re del nero · d3 torre del bianco · e3 pedone del nero · g3 pedone del bianco · b2 donna del nero · f1 donna del bianco · g1 alfiere del nero · h1 alfiere del nero | a8 alfiere del bianco · b8 re del bianco · b7 cavallo del bianco · c7 pedone del bianco · a5 torre del bianco · f5 pedone del bianco · a4 torre del nero · e4 re del nero · d3 torre del bianco · e3 pedone del nero · g3 pedone del bianco · b2 donna del nero · f1 donna del bianco · g1 alfiere del nero · h1 alfiere del nero | a8 alfiere del bianco · b8 re del bianco · b7 cavallo del bianco · c7 pedone del bianco · a5 torre del bianco · f5 pedone del bianco · a4 torre del nero · e4 re del nero · d3 torre del bianco · e3 pedone del nero · g3 pedone del bianco · b2 donna del nero · f1 donna del bianco · g1 alfiere del nero · h1 alfiere del nero | 1 |
|   | a | b | c | d | e | f | g | h |   |

Soluzione:
1. Td7 !  (min. 2. Df4#)
1. ...Df2  2. Cd8#

1. ...Dd4  2. Cd6#

1. ...De5  2. Cc5#

1. ...Td4  2. Te7#